# Matteo Albertone
Matteo Francesco Albertone (Alessandria, 29 marzo 1840 – Roma, 13 febbraio 1919) è stato un generale italiano. Generale di divisione del Regio Esercito, prese parte alla battaglia di Adua al comando di una brigata di ascari eritrei; dopo una valida resistenza la sua unità fu distrutta ed egli cadde prigioniero.

## Carriera militare
Piemontese, come gran parte dei militari sabaudi dell'Ottocento, Matteo Albertone uscì nel 1861 dall'Accademia militare col grado di sottotenente dei Bersaglieri. Nei primi anni partecipò alla campagna contro il brigantaggio nell'Italia meridionale, poi alla Terza guerra d'indipendenza del 1866 ed alla presa di Roma del 1870. Negli anni successivi fu nominato capitano nel Corpo di Stato Maggiore ed insegnò arte militare alla Scuola di guerra. Nel 1888 ebbe il comando del I Reggimento "Cacciatori d'Africa" del Corpo speciale d’Africa e poi, fino al 1890, il comando del contingente di stanza a Massaua. Nello stesso anno fu rimpatriato in Italia.